# 1830 års revolutioner

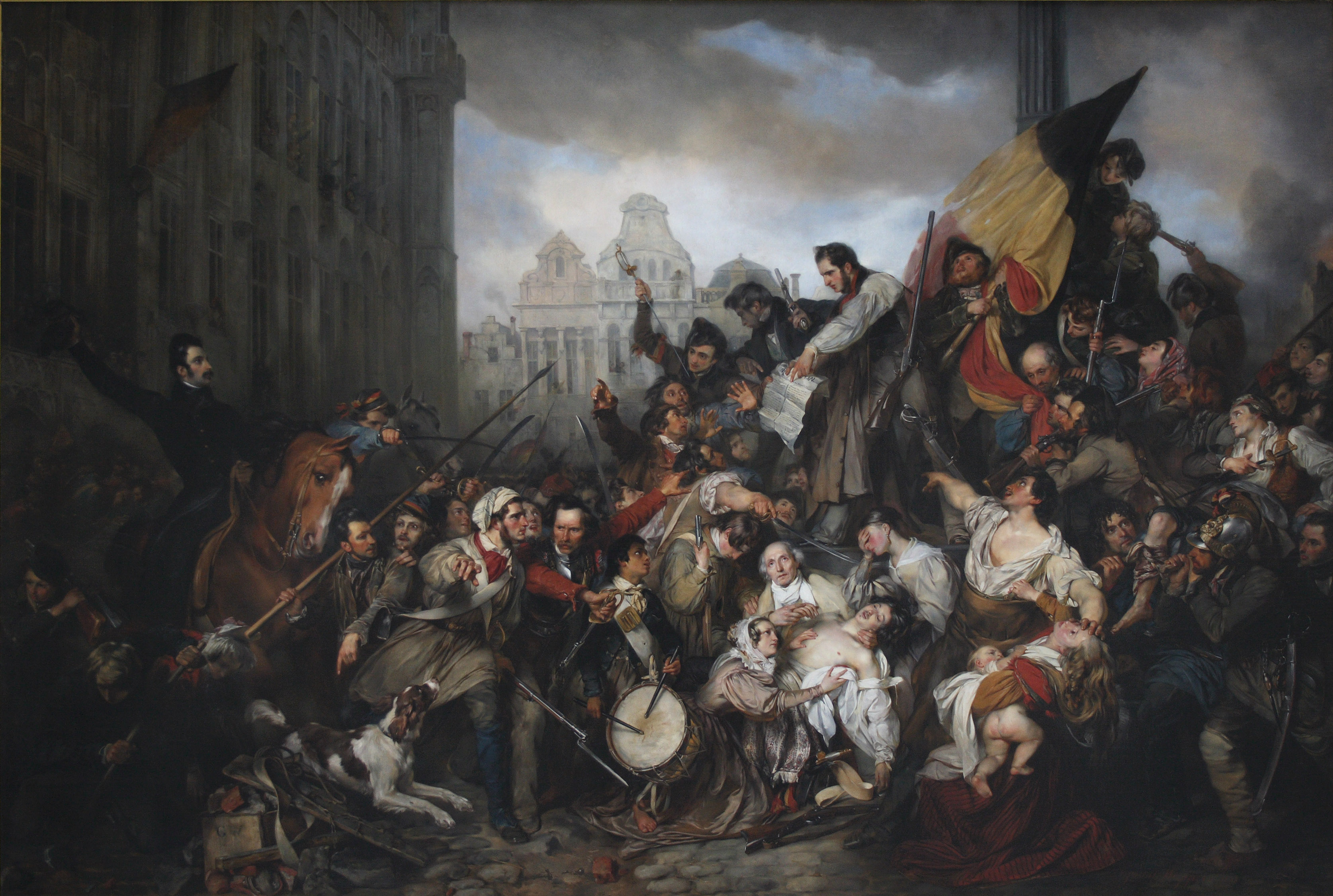
Episod ur belgiska revolutionen 1830, utförd 1834 av Gustave Wappers (Musée d'Art Ancien, Bryssel).

1830 års revolutioner var en serie revolutioner i Frankrike under 1830. Det var dels Belgiska upproret i Förenade kungariket Nederländerna samt Julirevolutionen i Frankrike, samt revolutionerna i Polen och Schweiz. I Belgien och Frankrike ledde de till skapandet av konstitutionella monarkier.